# Mazax mokana
Espèce
Mazax mokana est une espèce d'araignées aranéomorphes de la famille des Corinnidae.

## Distribution
Cette espèce se rencontre en Colombie et au Venezuela.

## Description
Le mâle holotype mesure 4,65 mm et la femelle paratype 5,68 mm, les mâles mesurent de 4,65 à 4,77 mm et les femelles de 5,68 à 5,93 mm.

## Systématique et taxinomie
Cette espèce a été décrite par Silva-Junior, Martínez, Villarreal et Bonaldo en 2024.

## Étymologie
Cette espèce est nommée en l'honneur des Mokaná.

## Publication originale
- Silva-Junior, Martínez, Villarreal & Bonaldo, 2024 : « Two fancy spines and a collar: a taxonomic review of the myrmecomorphic spider genus Mazax O. Pickard-Cambridge, 1898 (Araneae: Corinnidae: Castianeirinae) in South America. » European Journal of Taxonomy, vol. 968, p. 219-255 (texte intégral).